# Jacopo Sannazaro
Jacopo Sannazaro (Nápoles, 28 de julho de 1458 – Nápoles, 6 de agosto de 1530), poeta e humanista italiano do Renascimento.
Descendente de uma nobre família, sua infância e adolescência ocorreu em San Cipriano Picentino (hospedado na casa da familia Sabato situada na via Santilli). 
Entrou para a Academia Pontaniana de Nápoles com o nome de Actius Syncerus. Sannazaro, como humanista e poeta deixou uma grande obra em latim e italiano. entre as primeiras se conta As Bucólicas, de inspiração virgiliana, as cinco Eclogas Piscatoriae, que descreviam o golfo de Nápoles, três livros de Elegias e o poema sacro De Partu Virginis, que foi publicado em 1526. 
Também escreveu Gliommeri, Farse e as Rimas. Mas sua obra mestra é Arcadia. Trata-se de uma novela composta de 12 églogas precedidas cada uma de uma ampla narrativa em prosa. Conta a vida do jovem Sincero (o poeta mesmo) qual trás uma ilusão amorosa. Deixa Nápoles e marcha para Arcádia, onde encontra uma certa paz e serenidade de espírito na vida simples dos pastores/poetas da região. Todavia um sonho terrível o induz a voltar para Nápoles, onde percebe a morte de sua amada.
A Arcadia consolidou um gênero, novela pastoril, na literatura italiana e estrangeira. Foi considerada modelo da poesia em prosa, antecipando uma tendência acentuada após Charles Baudelaire.